# Ready Steady/After Tonight
Ready Steady/After Tonight è un 45 giri di Demetrio Stratos, pubblicato nel 1966 sotto lo pseudonimo The Clockwork Oranges.

## Descrizione
Nel corso degli anni sono state avanzate varie ipotesi su chi si nascondesse sotto questo pseudonimo, ipotizzando che avrebbero potuto essere i Pooh, raffigurati in copertina.
Il giornalista musicale Vito Vita ha scoperto invece che si tratta della prima registrazione discografica di Demetrio Stratos: nel corso di un'intervista realizzata a Maurizio Vandelli il cantante dell'Equipe 84 ha spiegato che si è trattato di un'operazione realizzata da Armando Sciascia, patron della Vedette, nel momento in cui il gruppo stava abbandonando l'etichetta per passare alla Dischi Ricordi, utilizzando la base musicale dell'Equipe 84 ma sostituendo la traccia vocale con quella del cantante greco.
C'è poi stata la conferma di Aliki Andris (che risiedeva in Connecticut), responsabile del settore estero della Vedette e intervistata da Vito Vita, che ha spiegato che Demetrio Stratos lavorava in quel periodo (precedente al suo ingresso nei Ribelli) come session-man alla Vedette, grazie alla conoscenza con la Andris (a causa della loro comune origine greca avevano legato); il maestro Sciascia gli chiese di cantare questi due brani perché Stratos conosceva molto bene l'inglese, avendo studiato a Cipro al Collegio di Terra Santa di Nicosia.
Una terza conferma l'ha data la moglie di Stratos, Daniela Ronconi, sempre intervistata da Vito Vita, che ha aggiunto altri particolari, e cioè la partecipazione ai cori di un amico cantante di Stratos, Giorgio Giuliano, e la registrazione delle tracce vocali effettuata a Londra.
Ready Steady è la versione inglese di Prima di cominciare, mentre After Tonight di Notte senza fine, entrambe incise in precedenza in italiano dall'Equipe 84.

## Tracce
1. Ready Steady (testo originale di Antonio Amurri; testo inglese di Howard Blaikley; musica di H. Tical)
2. After Tonight (testo originale di Giuseppe Russo; testo inglese di Howard Blaikley; musica di Emma Chelotti)

## Formazione
- Demetrio Stratos: voce
- Giorgio Giuliano: cori
- Maurizio Vandelli chitarra
- Victor Sogliani: basso in After tonight
- Alfio Cantarella: batteria
- Franco Ceccarelli: chitarra
- Romano Morandi: basso in Ready Steady